# Антифриз
Антифриз је заједнички назив за течности ниске тачке смрзавања којима се зими хладе мотори са унутрашњим сагоријевањем у возилима. Текућине које се користе одликују се ниском тачком смрзавања, високом специфичном топлотом, добром проводљивошћу топлоте, високом температуром кључања и некорозивношћу.
Раније су се често користиле смјесе алкохола и воде, водени раствори соли, и деривати нафте. Данас се користе смјесе етиленгликола и воде с додацима инхибитора корозије.
На радним температурама углавном испарава вода, па је понекад потребно додати одређене количине. Мјерење се врши хидрометром.